# سیارک ۲۷۷۰۶
سیارک ۲۷۷۰۶ (به انگلیسی: 27706 Strogen، نامگذاری:1985TM3) بیست و هفت هزار و هفتصد و ششمین سیارک کشف شده‌است که در ۱۱ اکتبر ۱۹۸۵ کشف شد.